# Campionato mondiale maschile di hockey su pista Porto 1958
Il Campionato mondiale di hockey su pista 1958 (in inglese 1958 Roller Hockey World Cup) è stata la tredicesima edizione della massima competizione per le rappresentative di hockey su pista maschili maggiori e fu organizzata dalla Fédération Internationale de Roller Sports. La competizione si svolse dal 24 al 31 maggio 1958 a Porto in Portogallo. 
La vittoria finale è andata alla nazionale del Portogallo che si è aggiudicata il torneo per la settima volta nella sua storia.

## Formula
Il campionato del mondo 1958 vide la partecipazione di dieci squadre nazionali. La manifestazione fu organizzata tramite un girone all'italiana con gare di sola andata; erano assegnati due punti per l'incontro vinto, un punto a testa per l'incontro pareggiato e zero la sconfitta. Al termine del torneo la squadra prima classificata venne proclamata campione del Mondo.

## Squadre partecipanti
| Squadra        | Part. Nº | Partecipazioni precedenti al torneo                                    |
| -------------- | -------- | ---------------------------------------------------------------------- |
| Belgio         | 13       | 1936, 1939, 1947, 1948, 1949, 1950, 1951, 1952, 1953, 1954, 1955, 1956 |
| Danimarca      | 6        | 1951, 1952, 1953, 1954, 1955                                           |
| Francia        | 13       | 1936, 1939, 1947, 1948, 1949, 1950, 1951, 1952, 1953, 1954, 1955, 1956 |
| Germania Ovest | 9        | 1936, 1939, 1950, 1951, 1953, 1954, 1955, 1956                         |
| Inghilterra    | 13       | 1936, 1939, 1947, 1948, 1949, 1950, 1951, 1952, 1953, 1954, 1955, 1956 |
| Italia         | 13       | 1936, 1939, 1947, 1948, 1949, 1950, 1951, 1952, 1953, 1954, 1955, 1956 |
| Paesi Bassi    | 10       | 1948, 1949, 1950, 1951, 1952, 1953, 1954, 1955, 1956                   |
| Portogallo     | 13       | 1936, 1939, 1947, 1948, 1949, 1950, 1951, 1952, 1953, 1954, 1955, 1956 |
| Spagna         | 11       | 1947, 1948, 1949, 1950, 1951, 1952, 1953, 1954, 1955, 1956             |
| Svizzera       | 13       | 1936, 1939, 1947, 1948, 1949, 1950, 1951, 1952, 1953, 1954, 1955, 1956 |

Nota bene: nella sezione "partecipazioni precedenti al torneo" le date in grassetto indicano la squadra che ha vinto quell'edizione del torneo

## Svolgimento del torneo

### Classifica finale
| Pos | Squadra        | Pt | G | V | N | P | GF | GS  | DG   |
| --- | -------------- | -- | - | - | - | - | -- | --- | ---- |
| 1.  | Portogallo     | 17 | 9 | 8 | 1 | 0 | 61 | 7   | +54  |
| 2.  | Spagna         | 15 | 9 | 6 | 3 | 0 | 70 | 13  | +57  |
| 3.  | Italia         | 15 | 9 | 7 | 1 | 1 | 38 | 10  | +28  |
| 4.  | Paesi Bassi    | 12 | 9 | 6 | 0 | 3 | 34 | 37  | -3   |
| 5.  | Inghilterra    | 10 | 9 | 5 | 0 | 4 | 46 | 32  | +14  |
| 6.  | Belgio         | 7  | 9 | 3 | 1 | 5 | 26 | 23  | +3   |
| 7.  | Germania Ovest | 6  | 9 | 3 | 0 | 6 | 30 | 36  | -6   |
| 8.  | Svizzera       | 5  | 9 | 2 | 1 | 6 | 16 | 30  | -14  |
| 9.  | Francia        | 3  | 9 | 1 | 1 | 7 | 22 | 45  | -23  |
| 10. | Danimarca      | 0  | 9 | 0 | 0 | 9 | 4  | 114 | -110 |

### Risultati
| Porto 24 maggio 1958 | Italia | 3 – 2 | Svizzera |  |

| Porto 24 maggio 1958 | Spagna           | 8 – 1 | Paesi Bassi | \| Arbitro: \| Michel De Winter \| |
| Arbitro:             | Michel De Winter |       |             |                                    |

| Porto 24 maggio 1958 | Portogallo | 9 – 1 | Germania Ovest |  |

| Porto 25 maggio 1958 | Danimarca | 1 – 13 | Francia |  |

| Porto 25 maggio 1958 | Inghilterra | 1 – 3 | Paesi Bassi |  |

| Porto 25 maggio 1958 | Spagna | 2 – 2 | Belgio |  |

| Porto 25 maggio 1958 | Portogallo | 6 – 1 | Svizzera |  |

| Porto 25 maggio 1958 | Paesi Bassi | 5 – 4 | Germania Ovest |  |

| Porto 25 maggio 1958 | Spagna | 21 – 0 | Danimarca |  |

| Porto 25 maggio 1958 | Portogallo | 6 – 0 | Francia |  |

| Porto 25 maggio 1958 | Italia | 4 – 1 | Inghilterra |  |

| Porto 26 maggio 1958 | Danimarca | 0 – 9 | Belgio |  |

| Porto 26 maggio 1958 | Svizzera | 2 – 2 | Francia |  |

| Porto 26 maggio 1958 | Spagna | 2 – 2 | Italia |  |

| Porto 26 maggio 1958 | Portogallo | 14 – 0 | Paesi Bassi |  |

| Porto 27 maggio 1958 | Belgio | 4 – 5 | Germania Ovest |  |

| Porto 27 maggio 1958 | Inghilterra | 18 – 1 | Danimarca |  |

| Porto 27 maggio 1958 | Paesi Bassi | 4 – 1 | Svizzera |  |

| Porto 27 maggio 1958 | Francia | 2 – 3 | Germania Ovest |  |

| Porto 27 maggio 1958 | Inghilterra | 3 – 2 | Belgio |  |

| Porto 27 maggio 1958 | Spagna | 9 – 1 | Svizzera |  |

| Porto 27 maggio 1958 | Portogallo | 3 – 1 | Italia |  |

| Porto 28 maggio 1958 | Francia | 2 – 11 | Inghilterra |  |

| Porto 28 maggio 1958 | Italia | 3 – 0 | Belgio |  |

| Porto 28 maggio 1958 | Spagna      | 6 – 2 | Germania Ovest | \| Arbitro: \| Bruno Calza \| |
| Arbitro:             | Bruno Calza |       |                |                               |

| Porto 28 maggio 1958 | Portogallo | 14 – 1 | Danimarca |  |

| Porto 29 maggio 1958 | Francia | 1 – 3 | Paesi Bassi |  |

| Porto 29 maggio 1958 | Italia | 11 – 0 | Danimarca |  |

| Porto 29 maggio 1958 | Svizzera | 0 – 2 | Belgio |  |

| Porto 29 maggio 1958 | Paesi Bassi | 12 – 1 | Danimarca |  |

| Porto 29 maggio 1958 | Spagna | 9 – 0 | Francia |  |

| Porto 29 maggio 1958 | Svizzera | 2 – 0 | Germania Ovest |  |

| Porto 29 maggio 1958 | Portogallo | 6 – 0 | Inghilterra |  |

| Porto 30 maggio 1958 | Danimarca | 0 – 10 | Germania Ovest |  |

| Porto 30 maggio 1958 | Italia | 5 – 0 | Francia |  |

| Porto 30 maggio 1958 | Portogallo | 2 – 1 | Belgio |  |

| Porto 30 maggio 1958 | Spagna    | 10 – 3 | Inghilterra | \| Arbitro: \| Henriques \| |
| Arbitro:             | Henriques |        |             |                             |

| Porto 31 maggio 1958 | Francia | 2 – 5 | Belgio |  |

| Porto 31 maggio 1958 | Italia | 5 – 0 | Paesi Bassi |  |

| Porto 31 maggio 1958 | Inghilterra | 5 – 3 | Germania Ovest |  |

| Porto 31 maggio 1958 | Svizzera | 6 – 0 | Danimarca |  |

| Porto 31 maggio 1958 | Paesi Bassi | 6 – 1 | Belgio |  |

| Porto 31 maggio 1958 | Italia | 4 – 2 | Germania Ovest |  |

| Porto 31 maggio 1958 | Inghilterra | 4 – 1 | Svizzera |  |

| Porto 31 maggio 1958 | Portogallo  | 2 – 2 | Spagna | \| Arbitro: \| Bruno Calza \| |
| Arbitro:             | Bruno Calza |       |        |                               |